# 张钰哲陨石坑
张钰哲陨石坑（Zhang Yuzhe）是月球背面靠近南极点附近的一座撞击坑，其名称取自中国天文学家张钰哲（1902年-1982年），2010年8月被国际天文联合会正式批准接受。
该陨坑位于克罗姆林环形山和塞曼环形山之间。其中心月面坐标为69°04′S 137°49′E / 69.07°S 137.82°E，直径38公里，深度2.16公里。
张钰哲陨石坑外观接近圆形，边缘轮廓较清晰，磨损度中等，其中南侧外壁坡较平缓，沿西、北、东三面内外坑壁覆盖着一些小撞击坑；坑壁平均高出周边地形1010米，内部容积约有1061.4公里³。碗状的大体平坦，中心偏东处坐落着一座醒目的小陨坑。